# Miguel Villar Alonso
Miguel Villar Alonso (Nigrán, Pontevedra, 19 de septiembre de 1996), más conocido como Miki Villar, es un futbolista español que juega en la demarcación de centrocampista ofensivo para el Jagiellonia Białystok de la Ekstraklasa.

## Trayectoria
Natural de Nigrán, Pontevedra, se formó en las categorías inferiores del Vilariño F. C. y en los juveniles del Club Rápido de Bouzas, con el que debutó en Tercera en la temporada 2014-15. En la temporada 2015-16 firmó por el Pontevedra C. F. En febrero de 2016 volvió al Club Rápido de Bouzas cedido hasta el final de la temporada.
En la temporada 2016-17 regresó al Pontevedra C. F. En la temporada 2017-18 firmó por el C. D. Boiro, recién descendido a Tercera División. En verano de 2018 fichó por la S. D. Compostela. Al término de la temporada 2019-20 lograron el ascenso a la Segunda División B. 
En las filas de la S. D.Compostela jugó la cifra de 93 encuentros con la camiseta blanquiazul en tres temporadas. El 16 de junio de 2021 se unió a la U. D. Ibiza para su estreno en la Segunda División. Con este equipo disputó 51 partidos, en los que anotó tres goles, antes de rescindir su contrato en enero de 2023 y marcharse a Polonia para jugar en el Wisła Cracovia, con el que ganó la Copa, y el Jagiellonia Białystok.

## Clubes
| Club                  | País    | Año       |
| --------------------- | ------- | --------- |
| Club Rápido de Bouzas | España  | 2014-2015 |
| Pontevedra C. F.      | España  | 2015-2016 |
| Club Rápido de Bouzas | España  | 2016      |
| Pontevedra C. F.      | España  | 2016-2017 |
| C. D. Boiro           | España  | 2017-2018 |
| S. D. Compostela      | España  | 2018-2021 |
| U. D. Ibiza           | España  | 2021-2023 |
| Wisła Cracovia        | Polonia | 2023-2024 |
| Jagiellonia Białystok | Polonia | 2024-     |

## Palmarés

### Títulos nacionales
| Título               | Club                  | País    | Año  |
| -------------------- | --------------------- | ------- | ---- |
| Copa de Polonia      | Wisła Cracovia        | Polonia | 2024 |
| Supercopa de Polonia | Jagiellonia Białystok | Polonia | 2024 |